# 信長協奏曲
《信長協奏曲》（英語：Nobunaga Concerto），是由石井步創作的漫畫，目前正於月刊《少年Sunday》連載中。該作品曾獲第57回小学館漫画賞少年向部门，並在「2012年全國書店員選擇推薦漫畫」排第七名。
2014年富士電視台作爲55週年紀念企劃，本作分別改編爲電視動畫、真人電視劇及真人電影三部作品。。

## 故事簡介
學資駑鈍的高中生三郎突然穿越到了1549年（天文18年）的戰國時期。遇上了逃離織田家的織田信長本人。兩人外表神似，在織田信長本人請託下，三郎替代了體弱病虛的他，以「織田信長」的名號登上歷史舞台。手握現代歷史教科書的三郎，因有著歷史不當改變的認識，誤以為織田信長曾經統一日本，而起了一統天下的雄心壯志，但因討厭歷史科，理解薄弱，性格隨意，誤打誤撞下將織田家推向高峰之際，卻讓原有的歷史似乎走上了軌道。

## 登場人物

### 織田家
三郎（織田信長）（聲：宮野真守；粵：張振熙，演：小栗旬）
本作主角，對於日本史興趣缺缺，在一次放學途中行走在圍牆上卻不小心失足跌落，而因此穿越到戰國時代，壓在逃出城的織田信長身上，因為長相與信長一模一樣，而被委託做為替身。
織田信長/明智光秀（聲：梶裕貴；粵：黃榮璋，演：小栗旬）
真正的織田信長。聰明但體弱多病。逃出織田家時遇到從天上掉下來的三郎，於是委託三郎做為自己的替身。而自己則到各地流浪，途中到明智家成為其養子，並改名"明智光秀"，信長(三郎)攻下美濃後回到信長麾下，平時將白布纏在臉上，必要時再以三郎影武者的身分暫時擔任信長。三郎想與延暦寺談和時光秀擔任其替身，議和失敗後放火燒掉延暦寺並屠殺僧兵，此後人們稱呼織田信長為「第六天魔王」。信長(三郎)私下稱他為“阿光”。
歸蝶（聲：水樹奈奈；粵：黄紫娴，演：柴咲幸）
信長的正室、齋藤道三的女兒。跟真正的信長感情不睦，見到三郎時，因他溫柔性格且沉穩而一見鍾情，兩人也產生深厚的感情。
阿市（聲：悠木碧；粵：鄧潔麗，演：水原希子）
信長的妹妹。因為織田家上洛會路過淺井家，所以織田家以政治聯姻方式將阿市嫁到淺井家。
織田信秀（演：團時朗）
尾張的大名。信長與信行的父親。
織田信行（聲：內山昂輝，演：柳樂優彌）
信長的弟弟。在父親織田信秀死後忌妒父親指定下任當家對象是兄長織田信長，與受到今川家的間諜扇動而叛變。後戰敗被捕，在生母土田御前的斡旋下向信長認錯並獲得原諒，但是信行不甘做信長家臣，欲行刺信長，反被柴田勝家與池田恆興誘入陷阱欲斬殺，卻被信長阻止，但信行誤以為是信長要誘殺他，而自行切腹，由柴田勝家為其介錯。
織田長益
信長的弟弟，跟阿市同年生的哥哥。
平手政秀（聲：清川元夢）
織田家與信長的宿老。為信長(三郎)的作為感到頭疼，在勸諫完信長的用人方針後的回家路上被今川家的間諜刺殺身亡，隨後信長以死諫名義發佈死訊。
池田恆興（聲：興津和幸，演：向井理）
織田家的家臣。信長（光秀）的乳兄弟。一直保護著信長(三郎)。
柴田勝家（聲：小山力也，演：高嶋政宏）
原織田家與信行的宿老，被任命為四大軍團長之一。
前田利家（聲：淺沼晉太郎，演：藤ヶ谷太輔）
織田家的家臣。
佐佐成政（聲：三宅健太，演：阿部進之介）
織田家的家臣。
木下藤吉郎⇒羽柴秀吉（聲：中村悠一，演：山田孝之）
原為今川家的間諜，本名不詳，曾使用"田原傳二郎"之名，到織田家仕官卻被平手政秀識破，之後以"木下藤吉郎"之名順利進入織田家成為看顧馬匹的雜役，桶狹間會戰前，因誤解信長（三郎）的話語而將錯誤情報傳遞給今川義元，造成今川義元在桶狹間戰敗被信長所殺，戰後並未離開織田家，而是等待時機向信長報復，經常徘徊不定到底是殺信長或是輔助信長。
澤彥（聲：緒方賢一，演：Den Den）
和尚，光秀（信長）童年時代的導師。
竹中重治（聲：櫻井孝宏，演：藤木直人）
織田家的家臣。通稱「半兵衛」。
竹中重矩（演：上山竜治）
織田家的家臣。半兵衛弟弟。
堀秀政（聲：石田彰）
織田家的家臣。
細川藤孝（演：市川知宏）
仕官於足利義昭將軍之人
森可成（聲：杉崎亮，演：森下能幸）
織田家的家臣。死於延曆寺僧兵刀下。
森長可（聲：吉野裕行，演：北村匠海）
可成的次男，幼名勝藏，森可成戰死之後被信長授予名諱「長可」。
森蘭丸（聲：村瀨步，演：田中奏生）
可成的三男。無意中發現織田信長和明智光秀長得一模一樣，因此經常作夢，夢見明智光秀殺害織田信長。
丹羽长秀（聲：高橋伸也，演：阪田雅信）
織田家的家臣，四大軍團長之一。
羽柴秀長（聲：铃村健一）
羽柴秀吉的弟弟，忍者。
簗田政綱（聲：勝杏里）
原本是當地的農夫，名為“政”，桶狹間會戰前受信長（三郎）委託探查今川義元的動向，其後因成功將義元的動向報告給信長因此立功，被信長賜姓名為"簗田政綱"。
蜂須賀小六（聲：松山鷹志）
美濃的土豪，築一夜城之後成為秀吉的部下。
彌助（聲：山寺宏一）
非洲裔美國人，原本是職業棒球員，登入名為楊格。在一次棒球比賽時因為場上落雷而穿越到戰國時代，信長（三郎）收留而成為保鏢，暗戀歸蝶。
雪（演：夏帆 ；粵：莊曼瑜）
歸蝶侍女，上杉謙信派到織田家的間諜。仰慕上杉謙信，但在不知不覺間喜歡信長，為此相當苦惱。越後忍者村的姐姐探明雪的心意後，斬斷雪的長髮，對外聲稱雪的死亡，雪帶著短髮造型回到織田家，誓言效忠信長（三郎）。
茶茶
淺井長政和阿市的長女
初
淺井長政和阿市的次女
江
淺井長政和阿市的幼女

### 戰國大名及其家臣，室町幕府將軍

#### 幕府將軍
足利義輝（聲：緑川光）
室町幕府第十三代將軍。三郎晉見時賞識他，並送他一把太刀。被暗殺身亡。
足利義昭（聲：杉田智和，演：堀部圭亮）
室町幕府第十五代將軍，被信長流放。

#### 德川家
德川家康（聲：福山潤／升望（竹千代時代），演：濱田岳）
三河的大名，小時候在織田家當人質，被其他孩子欺負時為三郎所救，三郎並隨手贈予了從未來帶來的黃色書刊，因而養成家康好色的性格。後作為交換人質離開尾張，繼承松平家，改名德川家康，是織田家忠心不二的盟友。
本多忠勝
德川家家臣，本多家家主，擁有兇狠的眼神而被三郎欣賞，但為此似乎相當困擾。
榊原康政
德川家家臣。
本多忠真
德川家家臣，本多忠勝的叔父，在三方原之戰中為掩護殿後的本多家家主本多忠勝而戰死。
夏目吉信
德川家家臣，三方原之戰時成為家康的替身衝入武田軍軍陣中，戰死。
酒井忠次
德川家家臣。在長篠之戰中被三郎任命，派次奇襲鳶巢山砦。

#### 齋藤家
齋藤道三（聲：秋元羊介，演：西田敏行）
美濃的大名，外號蝮蛇。原為警官，本名長井新一，平成6年穿越至戰國時代到現在已經30多年。和三郎見面後將警察制服送給他。齋藤義龍叛變後被殺，死前將手槍送予三郎。
齋藤義龍（聲：濱田賢二，演：新井浩文）
道三的兒子，歸蝶的哥。
齋藤龍興（演：间宫祥太朗）
義龍的兒子。

#### 淺井家
淺井長政（聲：木村良平，演：高橋一生）
北近江的大名。三郎為籠絡淺井家而將妹妹阿市嫁給他。雖然是淺井家家主，但決策受到父親的影響，因此也受足利義昭密信的影響，背叛織田家。得知父親自盡後和家臣一起自盡。
淺井久政（聲：野島昭生，演：村井國夫）
長政的父親。被羽柴秀吉奇襲小谷城後自盡。
遠藤直經（聲：土師孝也）
淺井家的宿老。當死間時被竹中重矩識破而被殺。
磯野員昌（聲：筈見純）
淺井家的家臣。

#### 松永家
松永久秀（聲：黑田崇矢）
大和的大名。原為平成年間的混混，穿越至戰國時代到現在已經30多年。背上有紋身。因對信長（三郎）抱著後輩的態度，很不受織田家臣們的歡迎。

#### 朽木家
朽木元綱
朽木谷領主。原來是淺井家盟友，因三郎救了妹妹和松永久秀的說服，讓三郎等人通過關卡而進入京都。

#### 上杉家
上杉謙信
越後的大名。雪的雇主。
宇野
雪的姐姐，為上杉謙信的女忍。
時丸
上杉謙信的忍者。

#### 武田家
武田信玄
甲斐的大名，在討伐織田家途中病逝。
山縣昌景
武田家家臣。在長篠之戰中被織田軍火槍隊射殺。

### 其他角色
路易斯·弗洛伊斯（演：Nicholas Pettas）
葡萄牙傳教士。信長允許傳教的基督教徒。

## 出版書籍
| 卷數 | 小學館         | 小學館                                        | 東立出版社           | 東立出版社             |
| 卷數 | 發售日期       | ISBN                                          | 發售日期             | ISBN                   |
| ---- | -------------- | --------------------------------------------- | -------------------- | ---------------------- |
| 1    | 2009年11月17日 | ISBN 978-4-09-122100-1                        | 2010年9月20日        | ISBN 978-986-10-6291-4 |
| 2    | 2010年3月17日  | ISBN 978-4-09-122225-1                        | 2010年11月11日       | ISBN 978-986-10-6292-1 |
| 3    | 2010年8月17日  | ISBN 978-4-09-122547-4                        | 2011年4月20日        | ISBN 978-986-10-6293-8 |
| 4    | 2011年2月15日  | ISBN 978-4-09-122737-9                        | 2011年10月27日       | ISBN 978-986-10-7478-8 |
| 5    | 2011年8月17日  | ISBN 978-4-09-123128-4                        | 2012年7月25日        | ISBN 978-986-10-8654-5 |
| 6    | 2012年2月15日  | ISBN 978-4-09-123478-0                        | 2013年3月4日         | ISBN 978-986-10-9781-7 |
| 7    | 2012年8月15日  | ISBN 978-4-09-123756-9                        | 已無代理權，停止出版 | 已無代理權，停止出版   |
| 8    | 2013年2月12日  | ISBN 978-4-09-124117-7                        | 已無代理權，停止出版 | 已無代理權，停止出版   |
| 9    | 2013年8月12日  | ISBN 978-4-09-124394-2                        | 已無代理權，停止出版 | 已無代理權，停止出版   |
| 10   | 2014年5月12日  | ISBN 978-4-09-124594-6                        | 已無代理權，停止出版 | 已無代理權，停止出版   |
| 11   | 2014年9月12日  | ISBN 978-4-09-125189-3 ISBN 978-4-09-941840-3 | 已無代理權，停止出版 | 已無代理權，停止出版   |
| 12   | 2015年4月10日  | ISBN 978-4-09-126028-4                        | 已無代理權，停止出版 | 已無代理權，停止出版   |
| 13   | 2016年1月12日  | ISBN 978-4-09-127004-7                        | 已無代理權，停止出版 | 已無代理權，停止出版   |
| 14   | 2016年9月12日  | ISBN 978-4-09-127388-8                        | 已無代理權，停止出版 | 已無代理權，停止出版   |
| 15   | 2017年4月12日  | ISBN 978-4-09-127596-7                        | 已無代理權，停止出版 | 已無代理權，停止出版   |
| 16   | 2017年11月10日 | ISBN 978-4-09-128012-1                        | 已無代理權，停止出版 | 已無代理權，停止出版   |
| 17   | 2018年6月12日  | ISBN 978-4-09-128308-5 ISBN 978-4-09-943018-4 | 已無代理權，停止出版 | 已無代理權，停止出版   |
| 18   | 2019年2月12日  | ISBN 978-4-09-128859-2                        | 已無代理權，停止出版 | 已無代理權，停止出版   |
| 19   | 2019年12月12日 | ISBN 978-4-09-129463-0                        | 已無代理權，停止出版 | 已無代理權，停止出版   |

## 電視動畫
2014年7月播出。富士電視台沒有與動畫製作公司合作而CG事業部直接製作在日本電視動畫界中極為罕見。電視動畫中演員（在此片以“動作演員”稱呼）的演技用转描机技术製作（引入CG技術的混合風格）。

### 製作人員
- 原作 - 石井步
- 監督 - 富士川祐輔
- 動作監督 - 橫山誠
- 美術監督 - 熊本彩加
- 編輯 - 熊倉春陽、門馬英行、生駒良太
- 音樂 - 横山克
- 音效 - 近藤隆史
- 音響效果 - 大塚智子
- 旁白 - 小栗旬
- 製作人 - 尾崎紀子
- 助理製作人 - 村瀨健
- 動畫製作人 - 高橋美香
- 製作著作 - 富士電視台

### 主題曲
「不可逆的更換」(用於片尾)
作詞、作曲、編曲、主唱：MY FIRST STORY

### 各話列表
| 話數   | 日文標題 | 中文標題       | 分鏡       | 監督       |
| ------ | -------- | -------------- | ---------- | ---------- |
| 第1話  |          | 三郎信長       | 富士川祐輔 | 富士川祐輔 |
| 第2話  |          | 諫死           | 森田與純平 | 森田與純平 |
| 第3話  |          | 美濃毒蛇       | 松田圭太   | 松田圭太   |
| 第4話  |          | 桶狹間之戰     | 富士川祐輔 | 富士川祐輔 |
| 第5話  |          | 情書           | 森田與純平 | 森田與純平 |
| 第6話  |          | 明智光秀       | 松田圭太   | 松田圭太   |
| 第7話  |          | 討伐信長！     | 富士川祐輔 | 富士川祐輔 |
| 第8話  |          | 不可能的背叛   | 森田與純平 | 森田與純平 |
| 第9話  |          | 佈滿荊棘的道路 | 松田圭太   | 松田圭太   |
| 第10話 |          | 兩人信長       | 富士川祐輔 | 富士川祐輔 |

### 播放电视台
| 播放地区       | 播放电视台       | 播出日期                 | 播出时间         | 所属联播网      | 备注                              |
| -------------- | ---------------- | ------------------------ | ---------------- | --------------- | --------------------------------- |
| 关东广域圈     | 富士電視台       | 2014年7月12日－9月20日   | 週六1:50－2:20   | 富士電視網      | 制作局 《富士薔薇之夜週五》時段   |
| 日本全域       | 富士電視台點播   | 2014年7月12日－9月20日   | 週六             | 网络电视 需收費 |                                   |
| 日本全域       | 萬代頻道         | 2014年7月17日－9月25日   | 週四12:00更新    | 网络电视 需收費 |                                   |
| 福岛县         | 福島電視台       | 2014年7月19日－9月27日   | 週六2:00－2:30   | 富士電視網      |                                   |
| 北海道         | 北海道文化放送   | 2014年7月21日－9月29日   | 週一2:25－2:55   | 富士電視網      |                                   |
| 靜岡縣         | 靜岡電視台       | 2014年7月22日－9月30日   | 週二1:35－2:05   | 富士電視網      |                                   |
| 新潟县         | 新潟綜合電視台   | 2014年7月22日－9月30日   | 週二2:00－2:30   | 富士電視網      |                                   |
| 廣島縣         | 新廣島電視台     | 2014年7月23日－10月1日   | 週三1:40－2:10   | 富士電視網      |                                   |
| 岡山縣・香川县 | 岡山放送         | 2014年7月23日－10月1日   | 週三1:45－2:15   | 富士電視網      |                                   |
| 长崎县         | 長崎電視台       | 2014年7月23日－10月1日   | 週三1:45－2:15   | 富士電視網      |                                   |
| 高知县         | 高知SunSun電視台 | 2014年7月24日－10月2日   | 週四1:40－2:10   | 富士電視網      |                                   |
| 爱媛县         | 愛媛電視台       | 2014年8月2日－           | 週六2:15－2:45   | 富士電視網      |                                   |
| 鹿儿岛县       | 鹿兒島電視台     | 2014年8月3日－           | 週日1:55－2:25   | 富士電視網      |                                   |
| 中京广域圏     | 東海電視台       | 2014年8月16日－9月27日   | 週六1:20－2:20   | 富士電視網      | 每週連續播放二集後隔一週暫停      |
| 近畿廣域圏     | 關西電視台       | 2014年9月25日            | 週四2:28－3:57   | 富士電視網      | 第1話－第3話                      |
| 近畿廣域圏     | 關西電視台       | 2014年9月26日            | 週五2:28－3:27   | 富士電視網      | 第4話・第5話                      |
| 近畿廣域圏     | 關西電視台       | 2014年10月2日            | 週四2:28－3:57   | 富士電視網      | 第6話－第8話                      |
| 近畿廣域圏     | 關西電視台       | 2014年10月3日            | 週五2:28－3:27   | 富士電視網      | 第9話・第10話                     |
| 岩手縣         | 岩手可愛電視台   | 2014年9月26日            | 週五1:20－2:20   | 富士電視網      | 第1話・第2話                      |
| 岩手縣         | 岩手可愛電視台   | 2014年10月3日            | 週五1:10－2:40   | 富士電視網      | 第3話－第5話                      |
| 岩手縣         | 岩手可愛電視台   | 2014年10月10日－11月7日  | 週五1:50－2:20   | 富士電視網      | 第6話後（播出一集）               |
| 熊本縣         | 熊本電視台       | 2014年10月6日－12月15日  | 週一2:05－2:35   | 富士電視網      |                                   |
| 佐賀縣         | 佐賀電視台       | 2014年10月7日- 12月9日   | 週二1:05－1:35   | 富士電視網      |                                   |
| 長野縣         | 長野放送         | 2014年10月8日- 12月10日  | 週三1:40－2:10   | 富士電視網      |                                   |
| 山形縣         | 櫻桃電視台       | 2014年10月14日－12月16日 | 週二1:35－2:05   | 富士電視網      |                                   |
| 臺灣           | MY 101綜合台     | 2014年7月24日－10月2日   | 週四10:30－11:00 | 中華電信MOD     | UTC+8 中文字幕 前半小時重播前一集 |
| 香港           | ViuTV            | 2016年7月6日－9月7日     | 週三0:15－0:45   | 數碼地面電視    | UTC+8 中文字幕 雙語廣播           |

| ViuTV 星期三 24:15－24:45 節目 | ViuTV 星期三 24:15－24:45 節目      | ViuTV 星期三 24:15－24:45 節目 |
| ------------------------------ | ----------------------------------- | ------------------------------ |
|                                | 信長協奏曲 （2016年7月6日－9月7日） |                                |
| 東京喰種                       | Interviu                            |                                |

## 電視劇
2014年10月播出。主演為小栗旬。

### 演員陣容
- 三郎 / 織田信長 - 小栗旬[1]（粤语配音：鄧永健）
- 織田信長 / 明智光秀 - 小栗旬（分飾）[1]（粵語配音：袁德基）
- 歸蝶 - 柴咲幸[5]（幼少期：平澤宏宏路 / 少女期：赤城久禮亞）（粵語配音:黃紫嫻）
- 木下藤吉郎⇒羽柴秀吉 - 山田孝之（粤语配音：何偉誠）
- 池田恆興 - 向井理（幼少期：中野魁星）
- 前田犬千代⇒前田利家 - 藤谷太輔
- 竹中半兵衛 - 藤木直人（友情演出）（粵語配音: 翟耀輝）
- 雪 - 夏帆（粤语配音：莊曼瑜）
- 德川家康 - 濱田岳
- 柴田勝家 - 高嶋政宏
- 森可成 - 森下能幸
- 丹羽长秀 - 阪田雅信
- 佐佐成政 - 阿部進之介
- 重平 - 澤部佑[注 4]
- 澤彥 - Den Den

#### 客串
第1話
- 織田信行 - 柳樂優彌
- 織田信清 - 麿赤兒
- 段藏 - 早乙女太一（第2話 - 第4話）
- 重平 - 澤部佑
- 織田信秀 - 團時朗
- 又八 - 兒玉賴信
- 亞里沙 - 飯豐萬理江[6]（粤语配音：王夢華）
- 齋藤義龍 - 新井浩文（第2話）
- 齋藤道三 - 西田敏行（第2話）

第2話
- 今川義元 - 生瀨勝久（第3話）[7]
- 長屋景興 - 鶴田忍
- 道三的忍者 - 仁科貴

第3話
- 村長 - 前田吟[7]
- 阿春 - 前田敦子[8]

第4話
- 市- 水原希子[9]（第5話 - 第6話）（幼少期：甲斐恵美利）（粤语配音：王夢華）
- 齋藤龍興 - 間宮祥太朗
- 織田家家臣 - 輕部真一
- 蜂須賀小六 - 勝矢
- 竹中重矩 - 上山竜治（第6話 - 第11話）
- 森勝藏 → 森長可 - 込江海翔（第4話）、北村匠海（第8話 - 第11話）
- 森蘭丸 - 田中悠太（第4話）、田中奏生（第8話 - 第9話）
- 森坊丸 - 遠藤幸馳（第4話）、髙月雪乃介（第8話 - 第9話）
- 森力丸 - 込江大牙（第4・8話 - 第9話）
- 森千丸 - 齋藤絢永（第4話）、手塚涼大（第8話 - 第9話）

第5話
- 淺井長政 - 高橋一生（第6話 - 第11話）
- 淺井久政 - 村井國夫（第6話 - 第11話）

第6話
- 松永彈正久秀 - 古田新太（第8話 - 第9・11話）
- 足利義昭 - 堀部圭亮（第7・9話 - 第10話）
- 朝倉義景 - 小市慢太郎（第7話 - 第8・10話 - 第11話）
- 細川藤孝 - 市川知宏[10]（第7・9話 - 第10話）
- 赤尾義久 - 橫塚真之介（第7話 - 第8・11話）
- 今井清忠 - 德秀樹（第7話 - 第9・11話）

第8話
- 老闆 - 池田鐵洋

第9話
- 路易斯·弗洛伊斯 - 尼可拉斯·佩塔斯（Nicholas Pettas）

第10話
- 小泉景邦 - 木下鳳華
- 茶茶 - 涉谷空（第11話）
- 初 - 橫溝菜帆（第11話）
- 江 - 佐佐木六花（第11話）

### 幕後製作
- 原作 - 石井步
- 劇本 - 西田征史、岡田道尚、宇山佳佑、德永友一
- 音樂 - ☆Taku Takahashi（m-flo / Tachytelic inc. / block.fm）
- 導演 - 松山博昭、金井紘、林徹、品田俊介
- 主題歌 - Mr.Children[4]「腳步聲 ～Be Strong」（TOY'S FACTORY）[11]
- 劇本協力 - 宇山佳佑、岡田道尚
- 副監製 - 宮村敏正
- 副導演 - 西岡健太郎、木村洋
- 攝影 - 江原祥二
- 照明 - 杉本崇
- 聲音 - 鹽瀨昌彦
- 編輯 - 平川正治、小泉義明、福岡典子、山本清香
- 服裝監修 - 福田明
- 服裝設計（三郎） - 澤田石和寬
- 標題背景 - 三塚篤
- 視覺效果 - 富士川祐輔[注 5]
- 技術製作 - 友部節子
- 特技 - 辻井啓伺
- 動作 - 高槻祐士
- 男性姿勢指導 - 江澤大樹
- 女性姿勢指導 - 橘芳慧
- 舞蹈指導 - 中谷水嶺
- 食品協調 - 住川啓子
- 腳本監修 - 西谷恭弘
- 公關 - 瀬田裕幸
- 廣告宣傳 - 鈴木文太郎、鈴木良子
- 首頁 - 丸谷利一
- 製作人 - 村瀨健、羽鳥健一
- 副製作人- 女川實青
- 製作出品 - 富士電視台

### 放送日程
| 各話                                                      | 放送日期 | 標題 | 劇本              | 導演     | 收視率 |
| --------------------------------------------------------- | -------- | ---- | ----------------- | -------- | ------ |
| 第1話                                                     | 10月13日 |      | 西田征史          | 松山博昭 | 15.8%  |
| 第2話                                                     | 10月20日 |      | 西田征史          | 松山博昭 | 13.5%  |
| 第3話                                                     | 10月27日 |      | 岡田道尚          | 金井紘   | 12.5%  |
| 第4話                                                     | 11月03日 |      | 宇山佳佑          | 林徹     | 14.6%  |
| 第5話                                                     | 11月10日 |      | 岡田道尚 宇山佳佑 | 金井紘   | 11.6%  |
| 第6話                                                     | 11月17日 |      | 宇山佳佑          | 松山博昭 | 11.9%  |
| 第7話                                                     | 11月24日 |      | 德永友一 宇山佳佑 | 林徹     | 10.5%  |
| 第8話                                                     | 12月01日 |      | 宇山佳佑 岡田道尚 | 品田俊介 | 11.8%  |
| 第9話                                                     | 12月08日 |      | 德永友一          | 金井紘   | 11.1%  |
| 第10話                                                    | 12月15日 |      | 岡田道尚 宇山佳佑 | 林徹     | 11.4%  |
| 第11話 （最終話）                                         | 12月22日 |      | 岡田道尚 宇山佳佑 | 松山博昭 | 10.7%  |
| 平均收視率 12.5% （收視率由Video Research於關東地區調查） |          |      |                   |          |        |

### 節目的變遷
| 日本 富士電視台 月九                      | 日本 富士電視台 月九                           | 日本 富士電視台 月九 |
| ----------------------------------------- | ---------------------------------------------- | -------------------- |
|                                           | 信長協奏曲 （2014.10.13 - 2014.12.22）         |                      |
| HERO（第2期） （2014.07.14 - 2014.09.22） | 約會～戀愛為何物～ （2015.01.19 - 2015.03.23） |                      |

| 臺灣 MY 101綜合台 週五 22:00 - 23:00 | 臺灣 MY 101綜合台 週五 22:00 - 23:00   | 臺灣 MY 101綜合台 週五 22:00 - 23:00 |
| ------------------------------------ | -------------------------------------- | ------------------------------------ |
|                                      | 信長協奏曲 （2014.10.24 - 2015.01.02） |                                      |
| 女信長 （2014.10.10 - 2014.10.17）   | 女信長 （2015.01.09 - 2015.01.16）     |                                      |

| 臺灣 緯來日本台 星期一至五 23:00 - 00:00 | 臺灣 緯來日本台 星期一至五 23:00 - 00:00 | 臺灣 緯來日本台 星期一至五 23:00 - 00:00 |
| ---------------------------------------- | ---------------------------------------- | ---------------------------------------- |
|                                          | 信長協奏曲 （2015.06.08 - 2015.06.24）   |                                          |
| 無間雙龍 （2015.05.25 - 2015.06.05）     | 約會大作戰 （2015.06.25 - 2015.07.08）   |                                          |

| 香港 Now101台 星期六 23:30 - 00:30                                                     | 香港 Now101台 星期六 23:30 - 00:30     | 香港 Now101台 星期六 23:30 - 00:30 |
| -------------------------------------------------------------------------------------- | -------------------------------------- | ---------------------------------- |
|                                                                                        | 信長協奏曲 （2015.07.18 - 2015.09.26） |                                    |
| 晝 （2015.05.02 - 2015.07.11）                                                         | 食勻全中國 （2015.10.03 - ）           |                                    |
| 香港 ViuTV 星期六 11:00 - 12:00 · 6月25日 10:30 - 12:00 · 7月2日及9月3日 10:45 - 12:00 |                                        |                                    |
| 年齡騷擾 （2016.04.16 - 2016.06.18）                                                   | 信長協奏曲 （2016.06.25 - 2016.09.03） | Border （2016.09.10 - 2016.11.05） |

## 真人電影
2016年1月23日，由東寶製作、發行於日本正式上映。

### 概敘
沉浸在安土城的完工和即將到來的天下統一之時，三郎偶然從教科書得知織田信長即將面臨死亡的命運，因而感到痛苦與不安，但在歸蝶和家臣們大力支持下，他試圖抵抗命運並在這個時代生存；並規劃了與歸蝶的結婚儀式。同一時間，三郎周圍卻醞釀一個令人不安的計劃──忌妒三郎取代自己成為「織田信長」的光秀、與懷著長年怨恨來到織田信長身邊，伺機暗殺的秀吉雙雙聯手。三郎能否改變「織田信長」的歷史，並建立他想要的和平國家？在三郎所處的1582年，本能寺給他的結局會是什麼？

### 演員陣容
- 三郎 / 織田信長 - 小栗旬[1]
- 歸蝶 - 柴咲幸[5]（幼少期：平澤宏宏路 / 少女期：赤城久禮亞）（粵語配音:黃紫嫻）
- 木下藤吉郎⇒羽柴秀吉 - 山田孝之
- 德川家康 - 濱田岳
- 柴田勝家 - 高嶋政宏
- 丹羽长秀 - 阪田雅信

### 幕後製作
- 原作 - 石井步
- 劇本 - 西田征史
- 演出 - 西田征史
- 音樂 - ☆Taku Takahashi
- 製作 - 「信長協奏曲」製作委員會
- 發行 - 東寶

## 外部連結
- （日語）小學館漫畫 - 月刊網-：《信長協奏曲》作品介紹 （页面存档备份，存于）
- （日語）富士電視台55週年開播紀念的節目《信長協奏曲》
  - （日語）電視動畫
  - （日語）電視劇
  - （繁體中文）MY 101綜合台官方網站 （页面存档备份，存于）
  - （繁體中文）緯來日本台官方網站 （页面存档备份，存于）
- （日語）《信長協奏曲》官方網站的X（前Twitter）